# بتفيزن
بتفيزن (بالألمانية: Bettwiesen) هي بلدية سويسرية تتبع لمقاطعة مونكفيلن في كانتون تورغاو. تبلغ مساحتها 3.85 كيلومتر مربع، ويقدر عدد سكانها بـ 1154 نسمة (حسب تعداد ديسمبر 2015).